# Balkanoroncus bureschi
Balkanoroncus bureschi är en spindeldjursart som först beskrevs av Vladimir V. Redikorzev 1928.  Balkanoroncus bureschi ingår i släktet Balkanoroncus och familjen helplåtklokrypare. Inga underarter finns listade.